# F-302
El F-302 es un caza espacial ficticio en el universo Stargate. Es el modelo definitivo del prototipo X-302 y la primera aeronave en producirse en serie usando ingeniería inversa a partir de tecnología alienígena.

## Aspectos generales del F-302
Como su homólogo el Planeador de la Muerte de los goa'uld, el F-302 es una nave de combate biplaza sin escudos. Dado que la tecnología terrestre sigue siendo menos avanzada que la goa'uld, el F-302 es más lento y menos maniobrable que el planeador, pero(o posiblemente a causa de que) este posee tres tipos diferentes de motores sublumínicos. El prototipo X-302 tenía además un cuarto tipo de motor, un generador de ventana al hiperespacio (o más coloquialmente, un hipermotor), el cual era el más pequeño de estos modelos debido a que utilizaba naquadriah en lugar de naquadah, una variedad menos estable pero mucho más energética de este último.
Lamentablemente, los hipermotores del 302 actualmente no funcionan como es deseado, debido a la inestabilidad inherente al naquadriah. El hipermotor solo es capaz de hacer saltos cortos para misiones tácticas (atravesando escudos por ejemplo). Es desconocido si los modelos en producción son todavía equipados con hipermotores. De cualquier forma, sus amortiguadores de inercia son solo efectivos al noventa por ciento cuando desafían la fuerza G. Además el F302 tiene un enganche magnético para aterrizajes que le permite adherirse al casco de las naves.
Ya que los esfuerzos de la Tierra para crear un arma de energía por ahora no han tenido éxito, el F302 está armado únicamente con misiles aire-aire con una carga explosiva enriquecida con Naquadah. Estos misiles modificados tienen un modulador de escudo, lo que en teoría permite a los misiles atravesar los escudos. Estos moduladores de escudo han sido demostrados ineficaces contra los escudos ori en el arma satélite del episodio "Ethon". Los F-302 parecen estar también armados con un par de cañones de proyectiles (de un tipo o calibre inespecificado), visto en el episodio de la Segunta Temporada de Stargate Atlantis, "El Intruso".
La primera misión del F-302 tuvo lugar en el episodio de la Séptima Temporada de Stargate SG-1 "Caído", donde fue pilotado por el Coronel O'Neill y la Mayor Carter en una ofensiva contra la nave nodriza de Anubis. En el episodio de la Séptima Temporada "La Ciudad Perdida (Parte 2)", varios escuadrones de F-302 escoltando al Prometheus hacia la Antártida, donde defendieron la nave de carga pilotada por el SG-1 contra un ataque de varios Al'kesh y Planeadores de la muerte.
Las bases extraterrestres de las Fuerzas Aéreas estadounidenses como la base Alfa y Gamma, parecen tener al menos un pequeño destacamento de 2 F-302 estacionados en ellas, como se vio en el episodio The Scourge y se mencionó en otros anteriores.
El Prometheus (destruido) y el Dédalo, ambas propiedad de las Fuerzas Aéreas de los Estados Unidos llevan como complemento de su arsenal dos destacamentos completos de F-302. La fuerza Aérea de Atlantis basada en Puddle Jumpers, ha sido aumentada con cierto número de F-302, además la ciudad ha sido equipada con un sistema de amarre magnético para permitir que los F-302 sean estacionados en la dársena de los Puddle Jumpers.
Las bases de operaciones actuales con F-302 son las siguientes: 
- La Tierra
- Atlantis (Se cree que al menos tiene 8)
- Base Alpha (al menos 2)
- Base Gamma (al menos 3)
- Daedalus (8-16 la mitad pueden haber sido estacionados en Atlantis para aunmentar su flota)
- Odyssey (16)
- Korelev (16)
- Probablemente la base Beta también posea algunos

El Prometheus llevó como complemento 8 F-302 bajo el nombre de El Escuadrón Azul. Seis F-302 fueron vistos intentando destruir el satélite Ori en la última misión del Prometeo. No se sabe dónde estaban los otros dos. La Korolev llevó 16 302 a bordo pero la nave fue destruida, el único que sobrevivió era pilotado por Cameron Mitchell.

## Miscelánea
- Los códigos de llamada de los F-302 han sido cambiados varias veces, incluyendo:
  - "Episodio Caído de Stargate SG-1, Airstrike"
  - "Episodio Convenio de Stargate SG-1 Flight"
  - "Episodio Avalon Stargate SG-1 Blue leader"
  - "Episodio Aliados Stargate Atlantis Delta 1-4"
  - "Episodio Tierra de Nadie de Stargate Atlantis Dagger 1-2"

- "Snake skinners 1st SFW" fue visto claramente en las insignias de muchos pilotos de F-302, se cree que este escuadrón es el que defendió la Tierra en el ataque de Anubis, SFW significa Stargate Fighter Wing.